# Materada
Materada (en italien : Matterada) est une localité de Croatie située en Istrie, dans la municipalité d'Umag, dans le comitat d'Istrie. En 2001, la localité comptait 129 habitants.

## Démographie
| 1948 | 1953 | 1961 | 1971 | 1981 | 1991 | 2001 |
| ---- | ---- | ---- | ---- | ---- | ---- | ---- |
| 252  | 200  | 186  | 130  | 125  | 124  | 129  |